# معهد اللغات والحضارات الشرقية بباريس

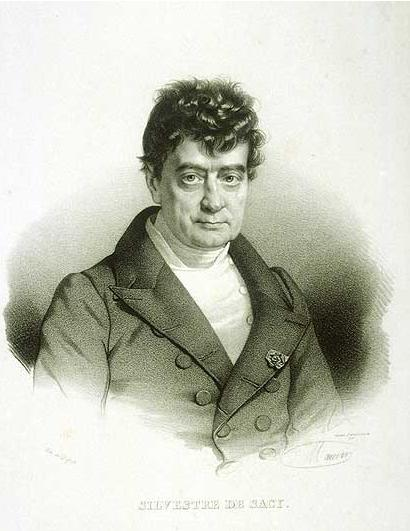
سلفستر دو ساسي

معهد اللغات والحضارات الشرقية (إنالكو) (بالفرنسية: Institut national des langues et civilisations orientales) أو الاختصار (INALCO)
هي مؤسسة فرنسية للتعليم العالي أنشئت في سنة 1669 من أجل تكوين مترجمين باللغات العربية والفارسية والتركية وأيضاً سفراء قادرين على العمل في الإمبراطورية العثمانية. ومهمتها الحالية هي تدريس اللغات والحضارات الشرقية . مقرها يقع في المنطقة الإدارية السابعة للعاصمة الفرنسية باريس.

## التأسيس
يعود تاريخ تدريس اللغات والحضارات الشرقية في فرنسا إلى تأسيس كوليج دو فرانس بمبادرة من غيوم بودي. تم الجمع بين اهتمام الإنسانيين باللغات القديمة والحاجة إلى المستشرقين لدبلوماسية الملك فرانسوا الأول. ومن ذلك الحين، يتم إعطاء تدريس متخصص للغاية في هذا السياق.
أُنشئت المدرسة الخاصة للغات الشرقية، لا سيما عن طريق لاكانال، بموجب الاتفاقية الوطنية (المرسوم التشريعي الصادر في آذار/ مارس 1795). وافتتح في المكتبة الوطنية بباريس ، في شارع نوف دو باريت-تشامس، مع مهمة تدريس اللغات الشرقية الحية «ذات الفائدة المعترف بها للسياسة والتجارة». اللغات الأولى التي تم تدريسها كانت العربية والتركية والتتارية القرمية والفارسية والملايو. نمت بشكل مطرد خلال القرن التاسع عشر، وأضيفت لغات جديدة واندمجت مع مدرسة اللغات الشابة التي أسسها كولبير في عام 1669 لتدريب المترجمين بلغات بلاد الشام. في عام 1874 ، انتقلت المدرسة إلى قصر في زاوية شارع سان بير.

## منذ 2011
بعد أن كان الإنالكو موزع على العديد من المباني المتباعدة تم في عام 2011 جمع جميع هذه المباني وكذلك مكتبة بولاق في مبنى واحد في الدائرة الثالثة عشرة بباريس قرب المكتبة الوطنية. يعتبر التأسيس جزءًا من الرغبة الأخيرة في جمع الجامعات لتأكيد مهاراتها في المشهد الجامعي الدولي (أي تصنيف شنغهاي) ، من خلال الانضمام إلى السوربون باريس سيتي.

## مكانته
يعتبر الإنالكو واحداً من أهم مدارس اللغات في العالم، وأهم مدرسة باريسية للغات الشرقية، والقسم العربي يعد الأهم في أوروبا حيث يأتي إليه طلاب من شتى أنحاء القارة الأوروبية.

## أهم خريجيه
- سلفستر دو ساسي